# 403
403 (CDIII) fue un año común comenzado en jueves del calendario juliano, en vigor en aquella fecha.
En el Imperio romano, el año fue nombrado como el del consulado de Teodosio y Romorido, o menos comúnmente, como el 1156 Ab urbe condita, adquiriendo su denominación como 403 a principios de la Edad Media, al establecerse el anno Domini.

## Acontecimientos
- Imperio romano de Occidente: Alarico I abandona Italia después de su primera invasión fracasada.
- Teodosio II se convierte en cónsul de Roma.
- China: Hui Yuan sostiene que los monjes budistas deben quedar exentos de hacer reverencia al emperador.
- El "Sínodo del Roble" depone y exilia a Juan Crisóstomo, obispo de Constantinopla, pero poco después es llamado sólo para ser nuevamente exiliado.

## Fallecimientos
- Epifanio de Salamis, padre de la Iglesia.